# Melody BEST
『Myこれ!クション Melody BEST』（マイコレ!クション メロディーベスト）は、2003年5月21日に発売されたMelodyのベストアルバム。

## 概要
デビュー10周年の2003年に発表されたMelodyのシングルコンプリートベスト。スターランドよりリリースされた2枚のシングルと、ポニーキャニオン移籍後の7枚のシングルの、カップリング曲を含めた全17曲入りとなっている。レーベルの枠を越え、全曲シングルオリジナルバージョンで収録されている。

## 収録曲
太字がシングルA面曲。
1. 素直に言えない〜もっとそばにいたいけど〜（作詞：三浦徳子、作曲：清岡千穂、編曲：樫原伸彦）
2. シブヤへ行こう!（作詞：横山武、作曲・編曲：樫原伸彦）
3. いちばん好きと言って（作詞：岩里祐穂、作曲・編曲：井上日穂）
4. I say“Yes”!（作詞：森浩美、作曲：前田克樹、編曲：鶴由雄）
5. 少し自惚れて（作詞：黒部真弓、作曲：松本俊明、編曲：鈴木雅也）
6. 唇がふれあえば（作詞：天野滋、作曲：野下俊哉、編曲：鈴木雅也）
7. 世界中の微笑み集めてもかなわない（作詞：天野滋、作曲：日置達、編曲：鈴木雅也）
8. シルバーリングに口づけを（作詞：黒部真弓、作曲：清岡千穂、編曲：鈴木雅也）
9. 運命'95（作詞：森若香織、作曲：黒沢健一、編曲：新川博）
10. フラレタ気分（作詞：天野滋、作曲：羽田一郎、編曲：鈴木雅也）
11. GET LOVE（作詞：黒部真弓、作曲：増本直樹、編曲：鈴木雅也）
12. You are only my love（作詞：大森祥子、作曲：M Rie、編曲：鈴木雅也）
13. Oh Please!（作詞：中山加奈子、作曲：増本直樹、編曲：鈴木雅也）
14. Let Me Cry（作詞：大森祥子、作曲：松尾比呂良、編曲：松尾比呂良・鈴木雅也）
15. 青空をあげたい（原案：若杉南、作詞：黒部真弓、作曲：松尾ゆきえ・松尾比呂良、編曲：ROD ANTOON
16. Cherish（作詞：森若香織、作曲：羽田一郎、編曲：鈴木雅也）
17. Boom Boom My Heart（RADIO MIX）（作詞・作曲：B.A.S.P（A.White、A.Lee）、日本語詞：黒部真弓、編曲：鈴木雅也） - カップリング曲は「Boom Boom My Heart」のリミックスバージョンのため本作では未収録。

## カタログ
CD：PCCA-01890